# Gustaf von Schmalensee
Gustaf Mikael Abraham von Schmalensee, född 27 augusti 1842 i Uddevalla, död 13 april 1919 i Kallholn, Orsa socken, var en svensk geolog och samlare.
Gustaf von Schmalensee var son till kaptenen Gustaf Fredrik von Schmalensee. Efter studier i Norrköping genomgick han Alnarps lantbruksskola och var därefter en tid bokhållare på gods i Östergötland och Skåne. I slutet av 1960-talet övergav han lantbruket och ägnade sig sedan helt åt naturvetenskapligt studium, särskilt åt sökandet efter försteningar i Sveriges fossilförande avlagringar. Med understöd av Sveriges Geologiska Undersökning gjorde han en mängd resor i paleontologiskt och geologiskt syfte i Sverige, företrädesvis inom dess områden med avlagringar från Kambrosilur. Han var en energisk samlare och skarpögd iakttagare. Han stod även i kontakt med flera svenska och utländska geologiska institutioner och fackmän i egenskap av fossilsamlare. Han utgav två mindre, värdefulla uppsatser förande Siljansringens ordoviciska och siluriska lagerserier.